# Evgenius plumatus
Evgenius plumatus är en skalbaggsart som beskrevs av Olof Immanuel von Fåhraeus 1872. Evgenius plumatus ingår i släktet Evgenius och familjen långhorningar.
Artens utbredningsområde är:
- Angola.
- Moçambique.
- Zimbabwe.

Inga underarter finns listade i Catalogue of Life.